# ملعب سبارتان
ملعب اتحاد الائتمان الأول للرعية (بالإنجليزية: Citizens Equity First Credit Union Stadium)‏ المعروف سابقًا باسم استاد سبارتان لأكثر من ثمانية عقود (1933-2015) أُعيدت تسميته في عام 2016، هو ملعب رياضي في غرب الولايات المتحدة، يقع في سان خوسيه، كاليفورنيا . المملوكة من قبل جامعة ولاية سان خوسيه، المكان هو موطن كرة القدم الإسبرطي منذ فترة طويلة. يستضيف الملعب أيضًا مباريات كرة القدم الأمريكية في بعض الأحيان في المدارس الثانوية وحفل بدء الجامعة كل عام في عطلة نهاية الأسبوع في يوم الذكرى.
كان ملعب اتحاد الائتمان الأول للرعية هو ملعب نادي سان خوسيه (في الأصل سان خوسيه كلاش) في الدوري الأمريكي لكرة القدم منذ بداية الدوري في عام 1996 حتى موسم 2005.[بحاجة لمصدر]

## وصلات خارجية
- SJSU Spartans.com - الموقع الرسمي لألعاب القوى